# Protonemura robusta
Protonemura robusta är en bäcksländeart som beskrevs av Berthélemy 1963. Protonemura robusta ingår i släktet Protonemura och familjen kryssbäcksländor. Inga underarter finns listade i Catalogue of Life.